# Berliner Phonogramm-Archiv
Pour les articles homonymes, voir Phonogrammarchiv.

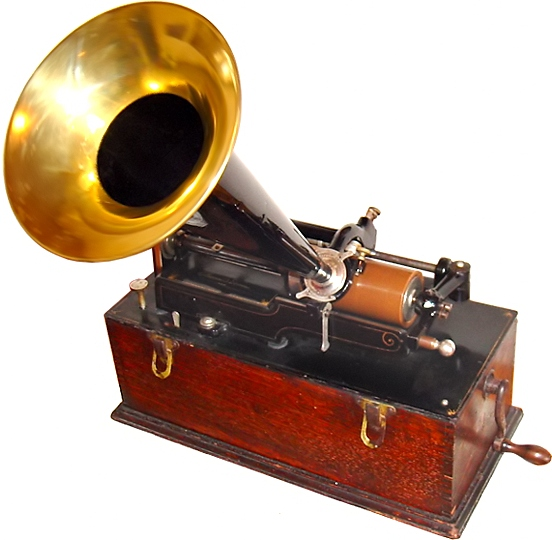
Phonographe Edison Home avec rouleau de cire enregistré, décembre 1900.

Les Berliner Phonogramm-Archiv (litt. archives de phonogrammes de Berlin) — qui font partie du département d'ethnomusicologie du Musée d'ethnologie de Berlin — sont l'une des institutions les plus importantes au monde où sont collectés et conservés des documents sonores de musique traditionnelle du monde entier. Les archives comprennent plus de 150 000 enregistrements.
Les collections historiques uniques (cylindres phonographiques et disques 78 tours) datant de la période entre 1893 et 1954 revêtent une importance particulière. La collection de rouleaux d'Edison des Berliner Phonogramm-Archiv est inscrite en 1999 sur la liste Mémoire du monde de l'UNESCO en tant qu'enregistrements précoces des traditions musicales mondiales.

## Histoire
Les débuts des archives remontent à septembre 1900, lorsque le psychologue Carl Stumpf enregistra avec le phonographe d'Edison un groupe de musiciens thaïlandais de théâtre en tournée à Berlin. Avec son élève et collaborateur Erich Moritz von Hornbostel, il fonde en 1904 les Phonogramm-Archiv, qui étaient rattachées à l'institut de psychologie de l'université Friedrich Wilhelm, « en tant que propriété privée des deux savants ». En 1923, l'État de Prusse fait l'acquisition des archives, qui passent sous l'administration du conservatoire de musique de Berlin-Charlottenburg. Hornbostel en prend la direction et en fait l'une des archives sonores les plus célèbres de l'époque. Après l'émigration de Hornbostel en 1934, les archives sont rattachées au Museum für Völkerkunde. Après leur délocalisation à cause de la guerre, les fonds de cylindres sont temporairement transférés à Leningrad, puis retournent dans la partie est de Berlin, à l'Académie des sciences de la RDA. Entre-temps, Kurt Reinhard avait pratiquement constitué une nouvelle collection ethnomusicologique au musée ethnographique de Berlin-Ouest.
Ce n'est qu'en 1991 que les collections sont réunies au musée ethnographique de Berlin-Dahlem. Dans le cadre d'un vaste projet financé par la Fondation du patrimoine culturel prussien et la Fondation de la loterie de classe allemande, une partie des documents sonores historiques a pu être transférée jusqu'à présent sur des supports sonores numériques.
L'importante collection de phonogrammes de Julius H. Block (1858-1934), commerçant et pionnier d'Edison, que l'on croyait perdue et qui avait été transférée aux Phonogramm-Archiv après sa mort en 1934 et qui contient les enregistrements les plus rares des années 1890-1923, notamment de Tolstoï, Tchaïkovski et du jeune Jascha Heifetz âgé de onze ans, est redécouverte il y a quelques années seulement ; elle se trouve toutefois toujours à Saint-Pétersbourg.
Le successeur de Kurt Reinhard, qui a dirigé de 1952 à 1968 les archives des phonogrammes, rebaptisées en 1963 département d'ethnomusicologie du musée d'ethnologie, est Dieter Christensen de 1968 à 1972 et Artur Simon de 1972 à 2003. De 2003 à 2021, Lars-Christian Koch a dirigé les archives des phonogrammes, qui se trouvent désormais au Humboldt Forum. Depuis 2021, Maurice Mengel est responsable de la collection en tant que directeur du département Médias.